# Quercus blakei
Quercus blakei là một loài thực vật có hoa trong họ Cử. Loài này được Skan miêu tả khoa học đầu tiên năm 1899.

## Hình ảnh